# Royal Sporting Club Anderlecht
El Royal Sporting Club Anderlecht és un club de futbol belga, de la ciutat d'Anderlecht, a la regió de Brussel·les-Capital. Va ser fundat el 27 de maig de 1908 i juga a la primera divisió belga. És el club belga que més vegades ha guanyat la lliga del seu país (34).

## Uniforme

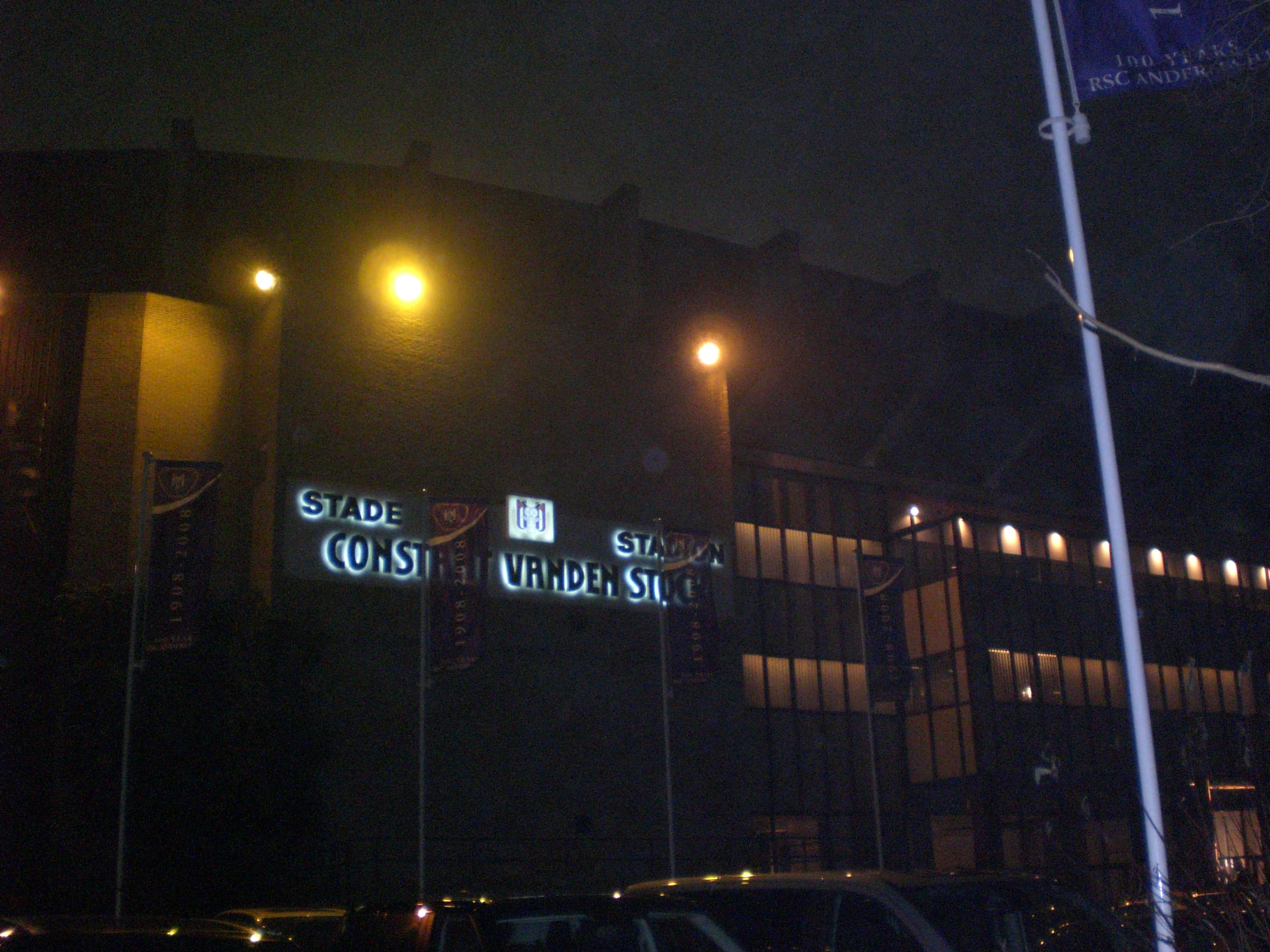
Façana de l'Stade Constant Vanden Stock.

- Uniforme titular: Samarreta lila i blanca, pantalons liles i mitges liles.
- Uniforme alternatiu: Samarreta blanca, pantalons blancs i mitges blanques.

Abans de la temporada 2005-06 l'equip tenia com uniforme titular una samarreta blanca amb vius liles, tal com ho és ara l'uniforme alternatiu.

## Palmarès

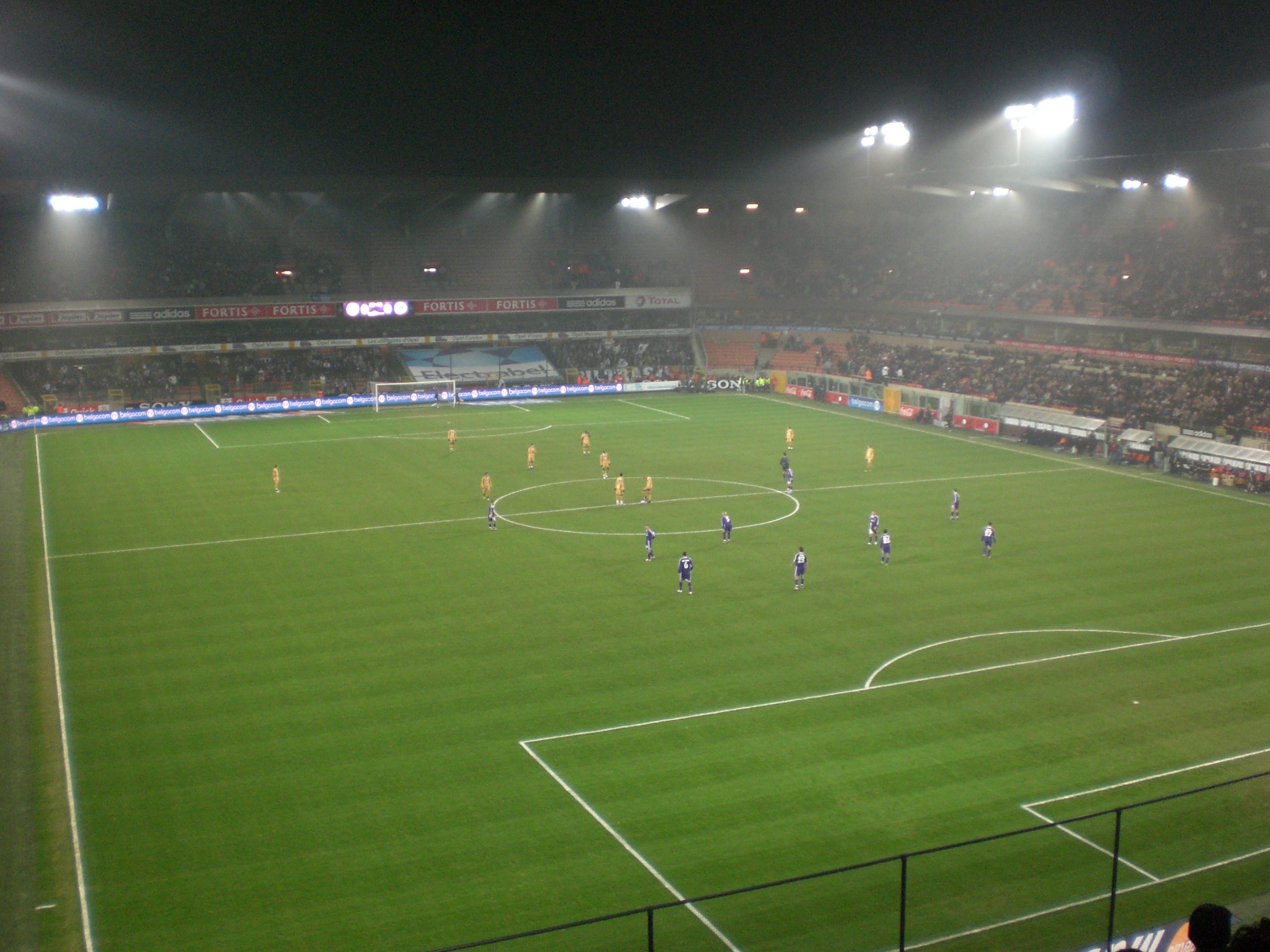
Partit de Copa de la UEFA enfront del Girondins de Bordeaux el 2008.

### Torneigs nacionals
- Lliga belga: (34): 1946-47, 1948-49, 1949-50, 1950-51, 1953-54, 1954-55, 1955-56, 1958-59, 1961-62, 1963-64, 1964-65, 1965-66, 1966-67, 1967-68, 1971-72, 1973-74, 1980-81, 1984-85, 1985-86, 1986-87, 1990-91, 1992-93, 1993-94, 1994-95, 1999-00, 2000-01, 2003-04, 2005-06, 2006-07, 2009-10, 2011-12, 2012-13, 2013-14, 2016-17
- Copa de Bèlgica: (9): 1964-65, 1971-72, 1972-73, 1974-75, 1975-76, 1987-88, 1988-89, 1993-94, 2007-08
- Copa de la Lliga de Bèlgica: (1): 1999-00
- Supercopa de Bèlgica: (12): 1985, 1987, 1993, 1995, 2000, 2001, 2006, 2007, 2010, 2012, 2013, 2014
- Tweede Klasse (II): (2): 1923-24, 1934-35

### Torneigs internacionals
- Recopa d'Europa (2): 1975-76, 1977-78
- Copa de la UEFA (1): 1982-83
- Supercopa d'Europa (2): 1976, 1978

## Presidents
- Charles Roos (1908-1911)
- Théo Verbeek (1911-1951)
- Albert Roosens (1951-1971)
- Constant Vanden Stock (1971-1996)
- Roger Vanden Stock (des de 1996)

## Futbolistes destacats
| - Henri Meert - Pierre Hanon - Jef Mermans - Hippolyte Van Den Bosch - Jef Jurion - Jacques Stockman - Wilfried Puis - Paul Van Himst - François Van der Elst - Erwin Vandenbergh - Franky Vercauteren - Enzo Scifo | - Juan Lozano - Luis Oliveira - Bertrand Crasson - Johan Walem - Marc Degryse - Philippe Albert - Lorenzo Staelens - Walter Baseggio - Vincent Kompany - Jan Mulder - Robbie Rensenbrink - Morten Olsen | - Arnor Gudjohnsen - Pär Zetterberg - Atilla Ladynszki - Jan Koller - Nenad Jestrovic - Alin Stoica - Tibor Selymes - Mbark Boussoufa - Aruna Dindane - Ahmed Hassan - Celestine Babayaro - Eddie Krnčević - Tomasz Radzinski |